# Siphosturmia rostrata
Siphosturmia rostrata là một loài ruồi trong họ Tachinidae.